# Obanazawa (Yamagata)

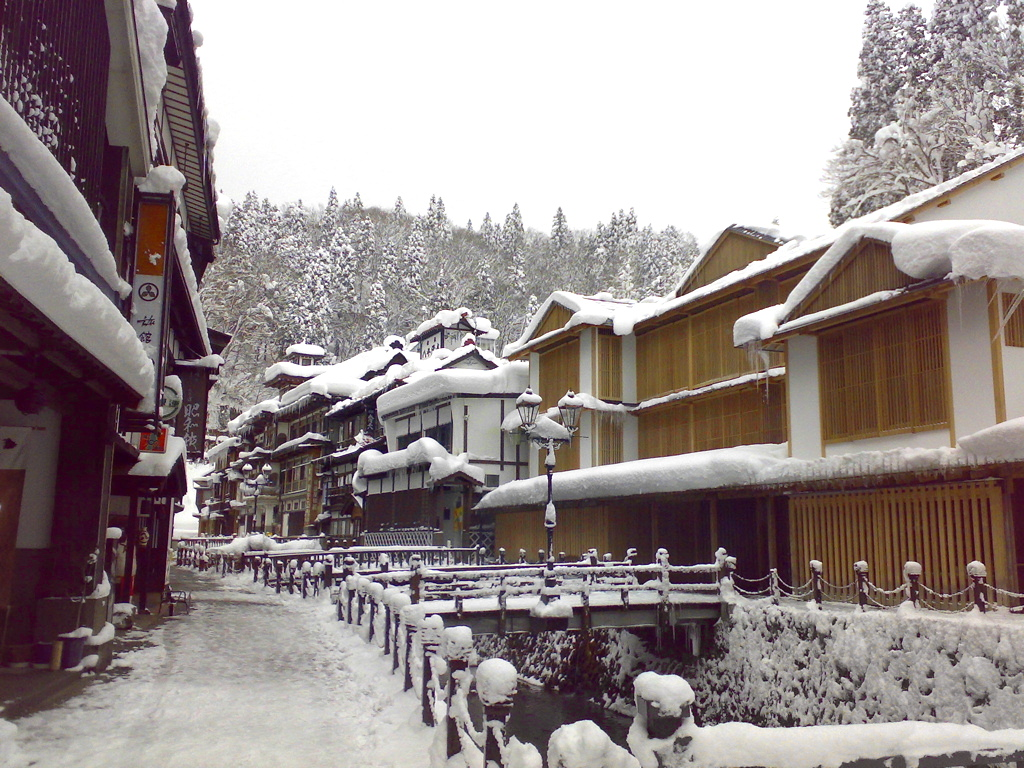
Obanazawa

Obanazawa (尾花沢市 Obanazawa-shi?) es una ciudad localizada en la prefectura de Yamagata, Japón. Al 1 de febrero de 2020 , la ciudad tenía una población estimada de 15.237 El área total de la ciudad es de 372,32 kilómetros cuadrados (144 millas cuadradas). En octubre de 2018 tenía una población de 15.771 habitantes y una densidad de población de 42,3 personas por km². Su área total es de 372,53 km².

## Geografía

### Municipios circundantes
- Prefectura de Yamagata
  - Higashine
  - Murayama
  - Ōishida
  - Mogami
  - Funagata
- Prefectura de Miyagi
  - Kami
  - Sendai

## Demografía
Según datos del censo japonés, la población de Obanazawa ha disminuido en los últimos años.
| Año del censo | Población       |
| ------------- | --------------- |
| 1920          | 21.517          |
| 1930          | 24.320 (+13.0%) |
| 1940          | 26.692 (+9.8%)  |
| 1950          | 33.754 (+26.5%) |
| 1960          | 31.538 (−6.6%)  |
| 1970          | 27.173 (−13.8%) |
| 1980          | 25.231 (−7.1%)  |
| 1990          | 23.909 (−5.2%)  |
| 1995          | 23.127          |
| 2000          | 22.010 (−7.9%)  |
| 2005          | 20.695          |
| 2010          | 18.955 (−13.9%) |
| 2015          | 16.953          |
| 2018          | 15.771          |
| 2020          | 15.237 (−21.0%) |

## Historia
El área de la actual Obanazawa formaba parte de la antigua provincia de Dewa. Después del inicio del período Meiji, el área pasó a formar parte del distrito de Kitamurayama, prefectura de Yamagata. La aldea de Obanazawa se estableció el 1 de abril de 1889 con el establecimiento del sistema de municipios moderno y fue elevada a la categoría de ciudad el 26 de julio de 1897. Se convirtió en ciudad el 10 de abril de 1959.
Obanazawa es el origen de una versión de la canción Dontsuki, la 'Canción de danza Hanagasa', una canción que se canta en muchas partes de la prefectura de Yamagata.

## Gobierno

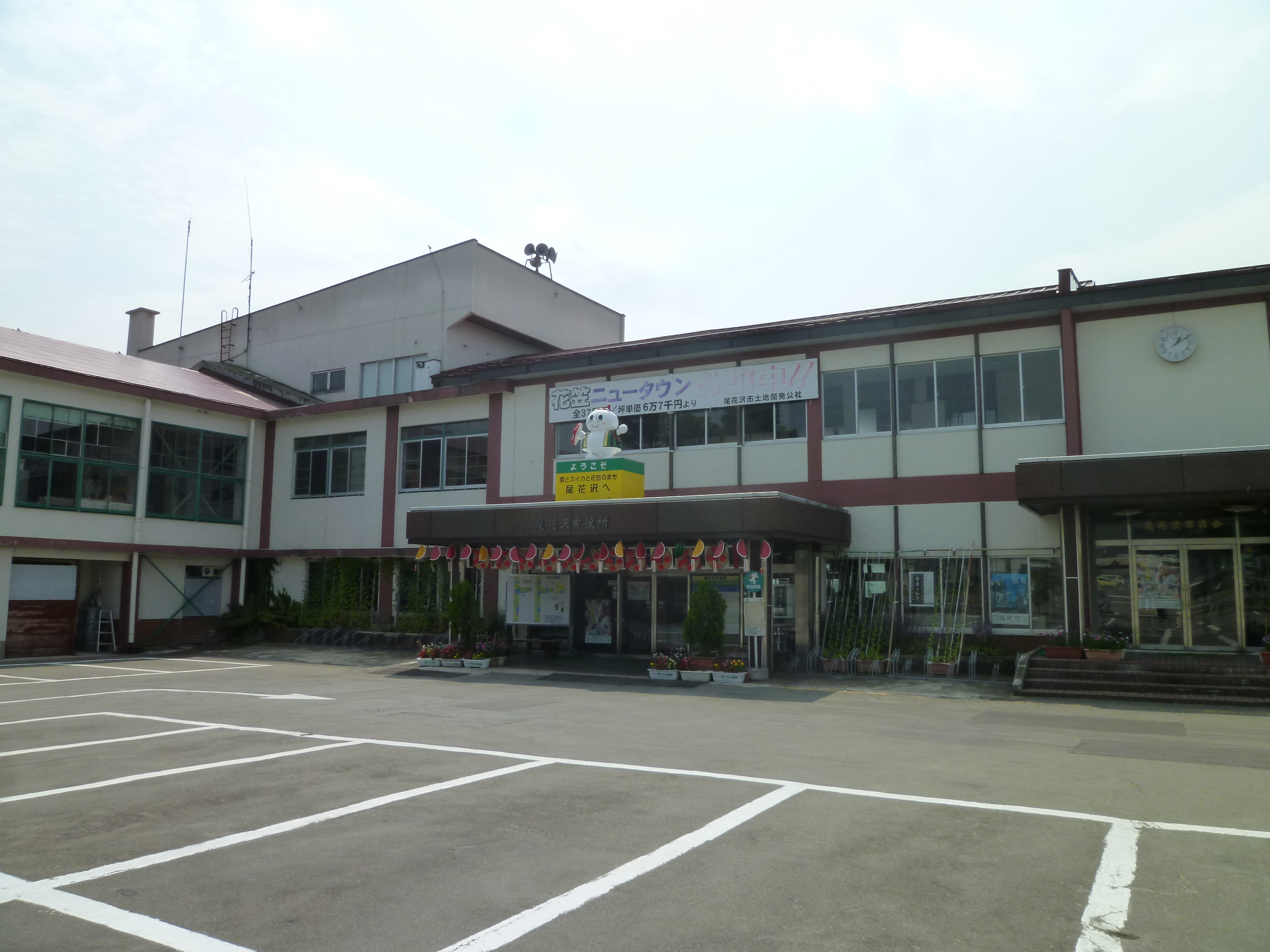
Ayuntamiento de Obanazawa

Obanazawa tiene una forma de gobierno de alcalde-consejo con un alcalde elegido directamente y una legislatura municipal unicameral de 14 miembros. La ciudad aporta un miembro a la Asamblea de la Prefectura de Yamagata. En términos de política nacional, la ciudad forma parte del Distrito 2 de Yamagata de la cámara baja de la Dieta de Japón.

## Economía
La economía de Obanazawa se basa en la agricultura y la silvicultura. En agricultura, Obanazawa es conocida por sus sandías.

## Educación
Obanazawa tiene cuatro escuelas primarias públicas y dos escuelas intermedias públicas administradas por el gobierno de la ciudad y una escuela secundaria pública administrada por la Junta de Educación de la Prefectura de Yamagata.

## Transporte

### Ferrocarril
- Compañía de Ferrocarriles del Este de Japón - Línea principal Ōu

- Ashisawa (sin embargo, el centro de Obanazawa también cuenta con la estación de Ōishida en la vecina Ōishida).

### Autopista
- (A13) Autopista Tōhoku-Chūō - Intercambio de Obanazawa
- Ruta Nacional 13
- Ruta Nacional 347

## Atracciones locales
- Onsen de Ginzan
- Nobesawa Ginzan, un sitio histórico nacional

## Personas destacadas
- Kotonowaka Terumasa, luchador de sumo
- Norio Sasaki, entrenador en jefe de la selección femenina de fútbol de Japón